# 君嶋彼方
君嶋 彼方（きみじま かなた、1989年11月8日 - ）は、日本の小説家。東京都生まれ。明治大学卒業。

## 経歴
大学生の時に文芸サークルに入り小説を書き始める。卒業後、就職と転職を経て会社員として働くかたわら創作を続ける。
2021年、「水平線は回転する」で第12回小説野性時代新人賞受賞。同作を改題した『君の顔では泣けない』を刊行しデビューする。

## 作品リスト

### 単行本
- 『君の顔では泣けない』（KADOKAWA、2021年9月 / 角川文庫、2024年6月）
  - 文庫版のみ短編「アナザーストーリー【Side M】」を収録。
- 『夜がうたた寝してる間に』（KADOKAWA、2022年8月）
- 『一番の恋人』（KADOKAWA、2024年5月）
- 『春のほとりで』（講談社、2024年8月）

### アンソロジー収録
- 「走れ茜色」（初出:『小説現代』2022年5・6月合併号） - 『雨の中で踊れ 現代の短篇小説 ベストコレクション2023』（日本文藝家協会編、文春文庫、2023年9月）
- 「ヴァンパイアの朝食」（初出:『小説新潮』2022年6月号） - 『いただきますは、ふたりで。 恋と食のある10の風景』（一穂ミチほか、新潮文庫nex、2025年1月）
- 「雪花の下」（初出:『紙魚の手帖』vol.16、2024年4月） - 『駅と旅』（砂村かいりほか、創元文芸文庫、2025年3月）

### 単行本未収録
- 「ちゃんとしない息子」 - 『紙魚の手帖』vol.04 APRIL 2022
- 「ヴァンパイアの朝食」（連作） - 『小説新潮』2022年6月号
  - 「自殺者の午睡」 - 『小説新潮』2023年1月号
  - 「夕立に悪魔」 - 『小説新潮』2023年9月号
  - 「聖人たちの晩酌」 - 『小説新潮』2024年4月号
  - 「醜いあひるが真夜中に」 - 『小説新潮』2024年8月号
  - 「ヴァンパイアの夜明け」 - 『小説新潮』2024年12月号
- 「きみは恋人」 - 『小説 野性時代』特別編集 2022年冬号（2022年11月）
- 「バッグ・クロージャー」 - 『紙魚の手帖』vol.09（2023年2月）
- 「猫の福音」 - 『ダ・ヴィンチ』2024年2月号
- 「最後の夜の日」 - 『anan』2024年8月21日号
- 「恋の如く」[4] - 『小説推理』2025年4月号
- 「何か特別な日に」 - 『ダ・ヴィンチ』2025年6月号
- 「娘の呼吸」 - 『紙魚の手帖』vol.23 JUNE 2025